# Sebastian Rudolph Jensen
Sebastian Rudolph Jensen, född  6 november 1982 i Göteborg, är en svensk bildkonstnär, aktivist och filmregissör.

## Biografi
Rudolph Jensen utbildade sig vid Göteborgs Konstskola, Kungliga Konsthögskolan i Stockholm och Akademin Valand i Göteborg.

## Konstprojekt

### Pastor Lax
Rudolph Jensen ställde våren 2020 ut det digitala verket Pastor Lax på Växjö konsthall. Verket togs bort bara några timmar efter publicering av ordförande i kommunstyrelsen i Växjö kommun och skapade en offentlig kulturdebatt. Rudolph Jensen och konsthallens dåvarande chef Filippa de Vos ansåg att borttagandet av verket Pastor Lax var censur. Konstverket återställdes senare. Under sommaren installerades ett antal varningstexter, skapade av Jens Hjälte, i konsthallens fönster och på andra platser i Växjö, som ett svar på reaktionerna mot Pastor Lax.

### Får drömmar plats (2022-2024)
23 april 2022 startade Rudolph Jensen konstprojektet Får drömmar plats i Göteborg med att montera upp ett cirka fem meter högt trämonument av vid Drömmarnas kaj. Monumentet som blev en del av en större kulturdebatt i Göteborg om frågan var kulturen ska ta vägen när staden förändras. Konstprojektet, där Rudolph Jensen var drivande och en av flera deltagande konstnärer, utvecklade sig till en aktiv konströrelse  som fram till januari 2024 byggt 24 stora trämonument på olika platser runt om i staden. Alla är rivna av Göteborgs Stad. Rörelsen anordnade en demonstration när Folkteatern i Göteborg var hotat på grund av hyreshöjningar och konflikt med deras hyresvärd Folkets Hus Göteborg. 

### Drömmarnas monument (22 maj 2023 - 31 augusti 2023)
Rudolph Jensen var projektledare och en av konstnärerna bakom det omskrivna konstprojektet Drömmarnas monument. Drömmarnas monument var en 3 månader lång manifestation för det fria kulturlivet och en 264 kvm stor social skulptur. Verket utspelade sig under Göteborgs 400-årsfirande och Göteborgs konsthalls 100-firande. Konstnärerna Stefan Karlsson och Sebastian Rudolph Jensen var inbjudna av Göteborgs konsthall  att genomföra ett verk utanför konsthallen under sommaren 2024. Konstverket gav upphov till en offentlig debatt om det offentliga rummet, estetik/arkitektur och yttrandefrihet. Rudolph Jensen bodde större delen av sommaren i monumentet med sin hund Timmie, en bordercollie som spelade en av de större rollerna i dramat. 
Projektet och hans deltagande i kulturdebatten gav honom plats 26 på Göteborgs-Postens årliga maktlista.

### Gösta Petter-land (2023)
Tillsammans med filmskaparen Christer Wahlberg skapade Rudolph Jensen den animerade dokumentära kortfilmen som vunnit i kategorierna bästa kortfilm på Frame Filmfestival i Göteborg, på Tempo Dokumentärfilmfestival i Stockholm och på Nordic Film Days i Lübeck.
Kortfilmen utgår från Rudolph Jensens bonusson Nils och hans berättelse om hur han och hans kompisar skapade ett låtsas-land. En animerad dokumentär om fem barn i förstaklass som grundar ett låtsasland. I en drömsk och fri skogsvärld fyllt med kycklingar, långt bort från vuxenvärlden, tar låtsaslandets regler över och förvandlar utopin till en mardröm.
Filmen var nominerad i kategorin Bästa kortfilm på Guldbaggegalan 2024.